# ОШ „Јован Поповић” Нови Сад
ОШ „Јован Поповић” једна је од основних школа у Новом Саду. Велика школа се налази у улици Раваничка 2, а мала у др Илије Ђуричића 2. Назив је добила по Јовану Поповићу, песнику и књижевнику, учеснику Народноослободилачке борбе народа Југославије од почетка оружаног устанка у Србији.

## Историјат

### 1960—1990.
Основана је 1960. године, са радом је започела у старој школској згради на Лиману у улици др Илије Ђуричића 2. Тада је школу похађало сто осамдесет ученика распоређених у шест одељења са шест запослених наставника, али због континуираног повећања броја ученика започета је изградња нове школске зграде у Раваничкој улици у коју су се уселили 1975. Школска библиотека је отворена 1963. године када је поседовала 283 књиге, а данас броји 18.000 књига међу којима су енциклопедије, лексикони, речници, награђене књиге, стручна литература за наставнике и друго. „Ђачко перо” је лист школе који излази од 1980, ученици га уређују једанпут годишње. Издају и еколошки часопис „Врело” и књиге „Децо паркирајте се” Слободана Станишића и „Скакутање речи” Ласла Блашковића. Били су суиздавачи „Књиге о искованој срећи” и „Књиге другова”. Године 1981. је отворена прва електронско-компјутерска учионица у школи, 1984. је почела са радом компјутерска лабораторија, а 1985. је формирана интерна школска телевизија. Први школски информациони центар је отворен 1988, а 1990. је уведена сателитска телевизија. Ученичка галерија је отворена у мају 1992. са идејом да се у школи створи простор где ће се у континуитету излагати ученички радови. Мото галерије је „Колико би свет изгледао лепши, када бисмо његово стварање препустили онима који су тек одшкринули врата живота”. Добитници су разних признања међу којима су награда Јован Микић Спартак 1971. и 1984, Октобарска награда Новог Сада 1981, Републичка награда 25. мај 1983, Првомајска награда 1984, Орден заслуга за народ са сребрном звездом 1985, Вукова награда 1989. и прва награда Војводине за најуређенију школу 1990.

### 1996—данас
Године 1996. је основан математички клуб „Архимедес” у Новом Саду који ради у просторијама школе. Садрже летњу учионицу и летњу позорницу која омогућава организовање поетских вечери, малих концерата и приредби. У холу школе се налази изложбени простор за историјску збирку Музеја Војводине, археолошку и етнографску збирку, као и за изложбу техничких радова. Садрже и медијатеку са графофолијама, слајдовима, видео и аудио записима на тракама, ЦД и ДВД медијима, компјутерима, видео рекордерима, дигиталним пројекторима (видео бимом), дигиталним фотоапаратом, скенером, штампачима, графоскопом, телевизором и другим. Имају две компјутерске учионице за млађе и старије ученике свака са по шеснаест рачунара и електронским микроскопима. Учионице су умрежене у локалну мрежу, а сви рачунари су прикључени на Интернет. Организују литерарну, рецитаторску, драмску, новинарску секцију, секцију француског језика, ликовну, историјску, математичку секцију, секцију младих физичара, младих биолога, секцију младих хемичара, библиотекарску секцију, информатичку и фото-видео секцију. Од спортских секција најзаступљеније су кошаркашка, одбојкашка, секција малог фудбала и атлетска секција. Данас школа броји педесет наставника, од тога двадесет учитеља и дванаест дефектолога, а образовно-васпитни процес се остварује у две школске зграде. У старој школској згради наставу похађају ученици првог и другог разреда редовне наставе и деца оштећеног слуха, а организован је и рад са предшколским узрастом за децу оштећеног слуха и дневни боравак. У новој школској згради наставу похађају ученици од трећег до осмог разреда редовне наставе која се одвија у двадесет две специјализоване учионице са припремним кабинетима за наставнике, а ту су и велика спортска дворана, уређени спортски терени, ученичка галерија, летња учионица, атријум, компјутерска учионица, библиотека, медијатека, зубна амбуланта и школска кухиња. Године 2006. су проглашени за најуспешнију школу у Новом Саду по постигнутим резултатима ученика на републичким такмичењима. Угостили су инострану делегацију из Кине, Јапана, Совјетског Савеза, Данске, Француске, Судана, Енглеске, Мађарске, Шведске, Немачке, Белгије, Канаде, Бразила и Новог Зеланда. Данас настављају међународну сарадњу и учесници су међународног пројекта „Квалитет воде Дунава”. Бивши ученици школе су Ненад Чанак, Милица Стојадиновић, Александар Дујин, Владица Милосављевић, Милан Дуњић, Марко Ћук, Антун Глухак, Љиљана Зумбуловић и други.

## Догађаји
Догађаји Основне школе „Јован Поповић”:
- Савиндан
- Змајдани
- Дан отворених врата
- Дан државности
- Дани Балкана
- Дани културе Русије
- Дан просветних радника
- Међународни дан писмености
- Европски дан језика
- Светски дан читања наглас
- Светски дан књиге и ауторских права
- Светски дан детета
- Светски дан срца
- Змајеве дечје игре
- Дечја недеља
- Спортске игре младих
- Међународни спортски сусрет деце
- Мале олимпијске игре
- Машкарада – маскирана поворка
- Музички фестивал деце Војводине
- Фестивал „Позорница младима”
- Фестивал дечјих права
- Фестивал науке
- Ноћ истраживача
- Пројекат „Тренинг безбедне вожње бициклиста”